# 2016年約旦大選
2016年约旦大选在2016年9月20日舉行。
这次選舉改为比例代表制，而且无任何反對派杯葛，被人称为民主改革向前邁進一大步，但國民反應冷淡，預料投票率偏低。

## 制度
約旦國會選舉，全国超過四百萬十七歲國民有投票資格，選出一百三十個國會議員。

## 過程
有投完的民眾指，投票是盡公民責任，希望選出能夠真正代表自己嘅議員，造福國家及人民。
本次選舉更改選舉制度，採用全新的比例代表制，全國分为二十三區，選民在所屬區域參選名單投票给该區域候選人，可以投票给多于一人，本次選舉共有二百二十六张名單，共一千二百五十二人參選。制度被视为多黨政治，反對派也踴躍參選，包括指選舉制度不公平，连续兩屆杯葛選舉的穆斯林兄弟會屬下政黨伊斯蘭行動陣線。雖然无政黨杯葛，但是民眾反應冷淡，民意調查指出，超過半數的受訪者指不會去投票，所以預料投票率會偏低。民眾不願投票原因主要是认为國會無能，超過八成人認為國會冇无能力解決經濟問題、失業、貪污、地區安全等問題。

## 分析
有評論指新選舉制度，是約旦民主改革再向前邁進一步，但也有分析指出，選舉改革表面增強了政黨力量，但實際上仍對傳統部落勢力有利，屬於政黨的名單只佔百分之六，屬於部落勢力的有百分之四十三，顯示改革力度仍未夠。

## 查看
1. 1 2 3 4 5 6  （繁體中文）約旦國會選舉改類似比例代表制 （页面存档备份，存于），now新聞，2016年9月20號。